# André Cailloux (capitaine)
Ne pas confondre avec André Cailloux, acteur, écrivain, scénariste (1920-2002).
André Cailloux, né le 25 août 1825 à Plaquemine (Louisiane) et mort le 27 mai 1863 à Port-Hudson, est un officier de couleur du 1st Louisiana Native Guard (Corps d'Afrique) qui s'est illustré durant la guerre de Sécession.

## Biographie

### Jeunesse
Né esclave mulâtre en Louisiane en 1825, André Cailloux grandit dans la plantation Duvernay située sur le territoire de la Paroisse de Plaquemine (Plaquemines Parish). Il devient apprenti cigarier et, parlant français, il apprend à lire. En 1846, à l'âge de 21 ans, il est émancipé et affranchi par la famille Duvernay. Devenu libre, il gagne sa vie en tant que fabricant de cigares et apprend l'anglais. Faisait partie de la communauté des créoles de couleur libres, il accède à une certaine prospérité et se marie en 1847.

### Guerre
En 1861, lors de la guerre de Sécession, il intègre une milice locale de défense confédérée de gens de couleur libres, le 1st Louisiana Native Guard. Lorsque les forces de l'amiral de l'Union David Farragut occupent la ville de La Nouvelle-Orléans en avril 1862, les forces confédérées abandonnent la ville et la milice locale 1st Louisiana Native Guard est dissoute. En septembre 1862, David Farragut ordonne l'organisation d'un régiment local de Louisiane composé de soldats de couleur au sein de l'armée de l'Union. Contrairement à l'ancienne milice confédérée, ce régiment également appelé 1st Louisiana Native Guard, est un mélange d'hommes libres et d'anciens esclaves. André Cailloux rejoint ce nouveau régiment et étant bilingue franco-anglais, il est naturellement nommé capitaine d'une compagnie, la plupart des hommes de troupe ne parlant que le créole louisianais ou le français louisianais, alors que les officiers nordistes ne parlent que l'anglais. Il reste en place à la tête de sa compagnie malgré les tentatives du gouverneur militaire Nathaniel Prentice Banks d'écarter les « personnes de couleur » des postes de commandement.

### Décès
Sa mort, vue comme héroïque, le 27 mai 1863, lors du siège de Port Hudson a un grand retentissement : elle incite à l'époque, des Afro-Américains à s'enrôler dans l'armée de l'Union et à combattre.